# Cnephasia communana
Cnephasia communana là một loài bướm đêm thuộc họ Tortricidae. Nó được tìm thấy ở châu Âu.
Sải cánh dài 18–22 mm. Con trưởng thành bay từ tháng 5 đến tháng 7. Có một lứa một năm.
Ấu trùng ăn nhiều loại thực vật thân thảo, bao gồm Glebionis segetum, Lotus, Vicia faba, Plantago và Rumex

## Hình ảnh

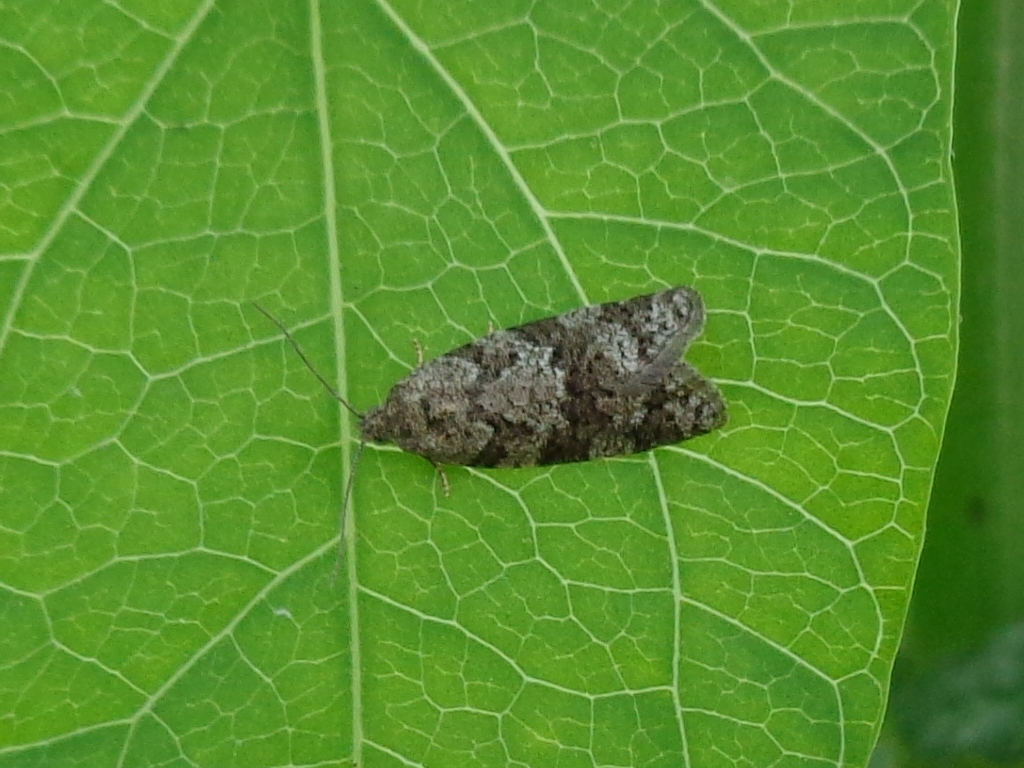